# サン・テオドーロ (メッシーナ県)
サン・テオドーロ（イタリア語: San Teodoro）は、イタリア共和国シチリア州メッシーナ県にある、人口約1,300人の基礎自治体（コムーネ）。県南部の山間に位置し、南以外の三方をチェザロと、南をエンナ県のトロイーナと接する。

## 地理

### 位置・広がり
ティレニア海沿岸のアックエドルチから、エンナ県（トロイーナ）またはカターニア県（ランダッツォ）へと至る幹線道路の分岐点に位置する。

#### 隣接コムーネ
隣接するコムーネは以下の通り。括弧内のENはエンナ県所属を示す。
- チェザロ
- トロイーナ (EN)